# ستانيسلاف ميسينغ
ستانيسلاف ميسينغ (بالبولندية: Stanislaw Adamowitsch Messing)‏ هو سياسي بولندي، ولد في 1890 في وارسو في بولندا، وتوفي في 2 سبتمبر 1937 في موسكو في روسيا. حزبياً، نشط في الحزب الشيوعي السوفيتي.